# Тип 97 (снайперская винтовка)
Arisaka Type 97 (яп. 九七式狙撃銃 Кю:нана-сики согэкидзю:) — японская пехотная снайперская винтовка времён Второй мировой войны, созданная на базе винтовки Type 38 в 1937 году.

## Описание
Переделка винтовки Type 38 в Type 97 осуществлялась путём установки оптического прицела с кратностью 2,5Х или 4Х. Затвор имел подвижную крышку из гнутой листовой стали, предназначенную для защиты затвора от грязи и влаги, которую, однако, солдаты часто снимали, поскольку она издавала демаскирующие звуки при перезарядке. Предохранитель располагался на заднем торце затвора и имел вид круглой крышки. Благодаря специальной канавке-индикатору положение предохранителя можно было определить как визуально, так и на ощупь. На винтовку мог устанавливаться штык. Винтовка была одной из очень немногих систем, где использовалась сегментальная система нарезов: нарез представлял собой сегмент окружности, в совокупности нарезы образовывали своеобразную хризантему.
Для снайперских винтовок Тип 97 и ручных пулемётов Тип 96 выпускалась специальная серия патронов с уменьшенной навеской пороха. На упаковке этих патронов был специальный штамп с латинской буквой «G» (Genso (яп. 減少) — уменьшенный, истощённый). Преимуществом использования таких патронов снайперами являлась более низкая отдача, что меньше утомляло стрелка и слабая дульная вспышка при выстреле, что затрудняло обнаружение снайпера при выстреле.
Из-за большой длины ствола и умеренной мощности патрона дульная вспышка при выстреле была практически незаметна.